# 登別大谷高等学校
登別大谷高等学校（のぼりべつおおたにこうとうがっこう、Noboribetsu Ohtani High school）とは、2013年3月まで北海道登別市桜木町2丁目1にあった私立高等学校である。地元での略称は別谷（ベッタニ・ベッタ）で、北海道登別市では唯一の私立高等学校であった。

## 沿革
- 1963年4月 - 第一期生男子259名を迎えて、室蘭第二大谷高等学校（男子校）として開校する。
- 1965年10月 - 校名を登別大谷高等学校と改称し、同時に校旗を制定する。
- 1968年4月 - 男女共学化へと更改し、女子生徒の入学開始。
- 2013年3月 - 北海道大谷室蘭高等学校（旧称　室蘭大谷高等学校）に統合され廃校[1][2]。

## 交通
- JR室蘭本線幌別駅より徒歩13分

## 著名な卒業生
- 國母和宏 - スノーボード日本代表（トリノ・オリンピック、バンクーバー・オリンピック）
- 佐々木みき - バレーボール選手（パイオニア・レッドウィングス）
- 石川晃 - 元プロ野球選手（元千葉ロッテマリーンズ執行役員球団副代表）
- 黒田剛 - サッカー監督（青森山田高校）
- 賀谷英司 - 元サッカー選手
- 伊藤壇 - 元サッカー選手
- 葛野昌宏 - 元サッカー選手